# Kênh sợi quang
Kênh sợi quang (tiếng Anh: Fibre Channel) là một công nghệ kết nối mạng tốc độ gigabit chủ yếu được sử dụng trong nối mạng lưu trữ. Kênh sợi quang được chuẩn hóa tại Ủy ban kỹ thuật T11 của Ủy ban liên quốc gia về chuẩn công nghệ thông tin (INCITS), một ủy ban và tiêu chuẩn được Cục tiêu chuẩn quốc gia Hoa Kỳ (ANSI) cấp phép. Mục tiêu ban đầu của công nghệ này là để áp dụng trong lĩnh vực siêu máy tính nhưng sau này kênh cáp quang đã thành chuẩn kết nối cho mạng lưu trữ (SAN) trong lưu trữ ở quy mô doanh nghiệp. Mặc dù tên có nhắc đến chữ "quang", tín hiệu kênh sợi quang có thể được truyền tải trên cả cặp dây cáp đồng xoắn hoặc cáp quang.(Cần lưu ý thuật ngữ tiếng Anh: Fiber Channel (chữ fiber kết thúc bằng "er") luôn có nghĩa là kết nối sử dụng cáp quang còn Fibre Channel (chữa fiber kết thúc bằng chữ "re") luôn chỉ về kết nối vật lý có thể dùng cáp quang hoặc cáp đồng.
Giao thức kênh sợi quang (Fibre Channel Protocol -FCP) là giao thức giao diện của SCSI trên kênh sợi quang.

## Lịch sử
Kênh sợi quang bắt đầu từ năm 1985 với mục tiêu đơn giản hóa và sau đó thay thế hệ thống HIPPI được ANSI phê duyệt năm 1994. HIPPI sử dụng cáp tới 50 đôi dây và các đầu nối to, cồng kềnh, bị giới hạn về chiều dài cáp. Kênh sợi quang nhắm chủ yếu tới đơn giản hóa kết nối và tăng khoảng cách thay vì tăng tốc độ. Sau này, các nhà thiết kế bổ sung thêm mục kiêu kết nối các hệ thống lưu trữ đĩa SCSI, cung cấp tốc độ cao hơn và cho phép kết nối nhiều thiết bị hơn.
Kênh sợi quang cũng bổ sung hỗ trợ cho nhiều giao thức ở lớp cao hơn bao gồm SCSI, ATM, IP nhưng SCSI vẫn là mục đích sử dụng chính.
| Tên            | Tốc độ kết nối (Gbaund/s) | Thông lượng (MB/s) |
| 1GFC           | 1.0625                    | 100                |
| 2GFC           | 2.125                     | 200                |
| 4GFC           | 4.25                      | 400                |
| 8GFC           | 8.5                       | 800                |
| 10GFC Serial   | 10.51875                  | 1000               |
| 20GFC          | 10.52                     | 2000               |
| 10GFC Parallel | 12.75                     |                    |

## Topo mạng Kênh sợi quang
Có 3 topo chính của Kênh sợi quang mô tả các phương thức kết nối các cổng với nhau. Một cổng trong thuật ngữ Kênh sợi quang chỉ bất kỳ thực thể nào mà truyền và nhận tín hiệu trên mạng và không nhất thiết tương ứng với một cổng vật lý. Cổng thường được triển khai trong các thiết bị như tủ lưu trữ sử dụng đĩa cứng, card giao tiếp quang trên máy chủ, bộ chuyển mạch Kênh cáp quang.
- Point-to-Point (FC-P2P). Hai thiết bị được kết nối trực tiếp tới nhau. Đây là topo đơn giản nhất nhưng cũng giới hạn nhất.
- Arbitrated loop (FC-AL). Trong thiết kế này, các thiết bị được nối thành một vòng tròn, tương tự như topo token ring trong mạng IP. Bổ sung hoặc tháo gỡ một thiết bị khỏi vòng sẽ gây gián đoạn cho toàn bộ các thiết bị còn lại. Một thiết bị hỏng cũng sẽ làm vòng bị đứt hỏng. Thông thường, người ta sử dụng một hub Kênh sợi quang để nối nhiều thiết bị với nhau và loại bỏ thiết bị hỏng để tránh nhược điểm nêu trên. Vòng lặp cũng có thể được tạo ra thông qua việc nối mỗi cổng tới cổng tiếp theo tạo thành vòng tròn.
  - Một vòng lặp tối thiểu phải có hai cổng. Trong trường hợp đó, về kết nối sẽ tương tự như FC-P2P nhưng về giao thức thì khác biệt hoàn toàn.
- Switched fabric (FC-SW). Tất cả các thiết bị hay vòng lặp được kết nối tới bộ chuyển mạch Kênh sợi quang, tương tự như triển khai mạng Ethernet hiện đại. Bộ chuyển mạch quản lý tình trạng của mạng fabric và cung cấp kết nối tối ưu.

| Thuộc tính                          | Point-to-Point | Arbitrated loop                            | Switched fabric |
| ----------------------------------- | -------------- | ------------------------------------------ | --------------- |
| Số cổng tối đa                      | 2              | 127                                        | ~16777216 (224) |
| Kích thước địa chỉ                  | Không áp dụng  | 8-bit ALPA                                 | 24-bit port ID  |
| Ảnh hưởng của cổng hỏng             | Không áp dụng  | Vòng lặp hỏng(cho tới khi lỗi được bỏ qua) | Không áp dụng   |
| Hỗ trợ các tốc độ kết nối khác nhau | Không áp dụng  | Không                                      | Có              |
| Chuyển gói tin                      | Theo thứ tự    | Theo thứ tự                                | không đảm bảo   |
| Truy cập tới phương tiện            | Dành riêng     | Được điều khiển                            | Dành riêng      |

## Các tầng kênh sợi quang Fibre Channel
Fibre Channel là một giao thức phân tầng gồm 5 tầng khác nhau, cụ thể:
- FC0 Tầng vật lý bao gồm cáp, cổng kết nối quang (giao diện kết nối điện, cách đấu nối đầu cáp v.v
- FC1 Tầng kết nối dữ liệu thực hiện mã hóa và giải mã tín hiệu theo cách 8b/10b (chuyển tín hiệu từ 8bit thành 10bit để đảm bảo không có quá 3 bit không hoặc 3 bit một liền nhau tránh rủi ro lỗi khi truyền tín hiệu với khoảng cách xa)
- FC2 Tầng mạng, được định nghĩa trong chuẩn FC-PI-2 bao gồm phần lõi của Kênh sợi quang và định nghĩa cơ bản về giao thức kênh sợi quang.
- FC3 Tầng dịch vụ chung, một tầng mỏng cung cấp các dịch vụ như đăng nhập, đăng xuất, trạng thái hoặc mã hóa như RAID.
- FC4 Tầng giao thức: hỗ trợ các giao thức khác như SCSI có thể được truyền qua FC2

FC0, FC1, và FC2 còn được gọi là FC-PH, các tầng vật lý của kênh sợi quang.
Bộ định tuyến (router) Kênh sợi quang hoạt động tới tầng FC4 (về bản chất là bộ định tuyến SCSI), bộ chuyển mạch hoạt động tới tầng FC2 còn hub chỉ hoạt động ở FC0.
Các sản phẩm Kênh sợi quang hoạt động ở tốc độ 1 Gbit/s, 2 Gbit/s, 4 Gbit/s, 8 Gbit/s và 10 Gbit/s. Thị trường 10 Gbit/s hiện đang phát triển. Các sản phẩm chạy ở tốc độ 1, 2, 4 và8 Gbit/s đảm bảo tương thích với nhau và tương thích ngược. Tuy nhiên chuẩn 10 Gbit/s không tương thích ngược với các thiết bị chậm hơn vì nó khác cơ bản ở tầng FC1(mã hóa/giải mã 64B/66B thay vì 8b/10b).